# Payback 2015
Payback 2015 è stata la terza edizione dell'omonimo evento in pay-per-view prodotto annualmente dalla WWE. L'evento si è svolto il 17 maggio 2015 alla Royal Farms Arena di Baltimora (Maryland).

## Storyline
Il 26 aprile, a Extreme Rules, John Cena ha difeso con successo lo United States Championship sconfiggendo Rusev in un Russian Chain match. Più tardi all'evento, dopo aver parlato con l'Authority, Lana ha annunciato che Cena avrebbe difeso il titolo contro Rusev in un "I Quit" match a Payback.
A Extreme Rules, Seth Rollins ha difeso con successo il WWE World Heavyweight Championship contro Randy Orton in uno Steel Cage match. Nella puntata di Raw del 27 aprile, dopo che Orton e Roman Reigns hanno sconfitto Rollins e Kane, è stato annunciato tramite l'App della WWE che Rollins avrebbe difeso il titolo contro Orton e Reigns in un Triple Threat match a Payback. Il 4 maggio, a Raw, Dean Ambrose ha sconfitto Rollins e come da stipulazione è stato aggiunto al match per il titolo di Payback, trasformandolo in un Fatal 4-Way match. Nella puntata di Raw dell'11 maggio Triple H ha sancito che in caso di sconfitta di Rollins a Payback, Kane sarebbe stato licenziato dal suo ruolo di direttore operativo dell'Authority.
Nel Kick-Off di Extreme Rules, Neville ha sconfitto Bad News Barrett. Il 28 aprile, all'evento King of the Ring, Barrett ha sconfitto Neville nella finale del torneo King of the Ring, cambiando così il suo ring name in King Barrett. Nell'episodio di Raw dell'11 maggio, è stato annunciato un match tra Barrett e Neville per Payback.
Il 26 aprile, a Extreme Rules, Dolph Ziggler ha sconfitto Sheamus in un Kiss My Arse match. Nella puntata di Raw dell'11 maggio, è stato annunciato che Ziggler e Sheamus si riaffronteranno a Payback.
A Extreme Rules, Big E e Kofi Kingston del New Day hanno sconfitto Cesaro e Tyson Kidd conquistando così il WWE Tag Team Championship. Il 30 aprile, a SmackDown, Kidd e Cesaro hanno sconfitto il New Day per squalifica in un rematch titolato; tuttavia il New Day ha mantenuto i titoli di coppia. L'11 maggio, a Raw, è stato annunciato che il New Day difenderà il WWE Tag Team Championship contro Kidd e Cesaro in un 2-out-of-3 Falls Tag Team match a Payback.
Nella puntata di Raw del 27 aprile Bray Wyatt ha attaccato Ryback al termine del suo match contro Bo Dallas. Nella puntata di Raw del 4 maggio Wyatt ha nuovamente attaccato Ryback dopo che quest'ultimo aveva appena sconfitto Luke Harper. Il 13 maggio, a Raw, Ryback si è vendicato attaccando Wyatt. In seguito è stato annunciato un match tra Wyatt e Ryback per Payback.
A Extreme Rules, Nikki Bella ha difeso con successo il Divas Championship contro Naomi. La sera successiva, a Raw, Naomi è stata sconfitta dalla sorella gemella di Nikki, Brie Bella. Nella puntata di Raw del 4 maggio Tamina ha fatto il suo ritorno, alleandosi con Naomi per poi attaccare le Bella Twins. Nella puntata di Raw dell'11 maggio Tamina ha sconfitto Brie. Il 14 maggio, a SmackDown, è stato annunciato che Naomi e Tamina avrebbero affrontato le Bella Twins a Payback.

## Risultati
| #       | Incontri                                                               | Stipulazioni                                                   | Durata |
| ------- | ---------------------------------------------------------------------- | -------------------------------------------------------------- | ------ |
| Kickoff | R-Truth ha sconfitto Stardust                                          | Single match                                                   | 06:50  |
| Kickoff | Gli Ascension hanno sconfitto Curtis Axel e Macho Mandow               | Tag team match                                                 | 02:50  |
| 1       | Sheamus ha sconfitto Dolph Ziggler                                     | Single match                                                   | 12:20  |
| 2       | Il New Day (c) ha sconfitto Cesaro e Tyson Kidd (con Natalya)          | Two-out-of-three falls match per il WWE Tag Team Championship  | 12:40  |
| 3       | Bray Wyatt ha sconfitto Ryback                                         | Single match                                                   | 10:54  |
| 4       | John Cena (c) ha sconfitto Rusev (con Lana)                            | "I Quit" match per il WWE United States Championship           | 27:58  |
| 5       | Naomi e Tamina hanno sconfitto le Bella Twins                          | Tag team match                                                 | 06:13  |
| 6       | Neville ha sconfitto King Barrett per count-out                        | Single match                                                   | 07:22  |
| 7       | Seth Rollins (c) ha sconfitto Dean Ambrose, Randy Orton e Roman Reigns | Fatal four-way match per il WWE World Heavyweight Championship | 21:06  |